# Водосховища Луганської області
Водосховища Луганської області — водосховища, які розташовані на території Луганської області (в адміністративних районах і басейнах річок).
На території Луганської області налічується — 73 водосховища, загальною площею  — 7403 га, з повним об'ємом — 254 млн м³.

## Загальна характеристика
Територія Луганської області становить 26,7 тис. км² (4,4 % площі України).
Вона розташована в басейні р. Сіверський Донець (басейн Дону) — 93 % площі області та в межах басейнів річок Приазов'я — 7 %.
Гідрографічна мережа території Луганської області включає велику річку — Сіверський Донець, яка на території Російської Федерації впадає у річку Дон, а також середні річки: притоки Сіверського Дінця — Красна, Айдар, Лугань, Деркул, з притокою Повна, Кундрюча; р. Міус, що впадає в Азовське море.
На території області функціонує 73 водосховища з повним об'ємом 254,0 млн м³, з них 4 — з об'ємом понад 10 млн м³ на річках басейну Сіверського Дінця.
За цільовою структурою вони найбільше використовуються як комплексні та для зрошення, а також для потреб енергетики, культурно-побутового водокористування, риборозведення, накопичення і розведення стічних вод, комплексного використання у водному господарстві.
Найбільше в області Ісаківське водосховище об'ємом 20,4 млн м³, площею дзеркала 293 га та корисною водовіддачею 15,0 млн м³ побудоване на р. Біла (права притока р. Лугань).

## Наявність водосховищ (вдсх) у межах адміністративно-територіальних районів та міст обласного підпорядкування Луганської області[1]
| Район, місто        | Кількість вдсх, шт. | Площа вдсх, га | Об'єм вдсх — повний, млн м³ | Об'єм вдсх — корисний, млн м³ | В оренді, шт. | В оренді, га |
| ------------------- | ------------------- | -------------- | --------------------------- | ----------------------------- | ------------- | ------------ |
| Антрацитівський     | 7                   | 410            | 19,5                        | 17,2                          | 4             | 230          |
| Біловодський        | 4                   | 429            | 12,1                        | 6,5                           | 2             | 153          |
| Білокуракинський    | 2                   | 212            | 6,2                         | 4,4                           | 1             | 89           |
| Краснодонський      | 2                   | 124            | 5,0                         | 3,8                           | 1             | 65           |
| Кремінський         | 3                   | 127            | 7,1                         | 6,3                           | 1             | 43           |
| Лутугинський        | 4                   | 450            | 28,3                        | 15,7                          | 2             | 156          |
| Марківський         | 4                   | 299            | 7,8                         | 4,7                           | 2             | 86           |
| Міловський          | 1                   | 33             | 1,0                         | 0,8                           | 1             | 33           |
| Новоайдарський      | 2                   | 106            | 3,0                         | 1,6                           | 2             | 106          |
| Новопсковський      | 4                   | 469            | 11,1                        | 6,1                           | 4             | 469          |
| Перевальський       | 1                   | 293            | 20,4                        | 15,0                          | -**           | -            |
| Попаснянський       | 3                   | 116            | 5,0                         | 3,6                           | -             | -            |
| Сватівський         | 8                   | 1220           | 36,1                        | 23,2                          | 7             | 697          |
| Слов'яносербський   | -*                  | -              | -                           | -                             | -             | -            |
| Станично-Луганський | 5                   | 1576           | 39,0                        | 38,4                          | 1             | 33           |
| Старобільський      | 6                   | 315            | 7,6                         | 5,0                           | 1             | 65           |
| Троїцький           | 5                   | 598            | 15,5                        | 13,7                          | 3             | 170          |
| м. Алчевськ         | 2                   | 49             | 2,9                         | 2,3                           | -             | -            |
| м. Красний Луч      | 2                   | 131            | 6,1                         | 4,7                           | -             | -            |
| м. Ровеньки         | 3                   | 173            | 7,8                         | 6,7                           | 2             | 102          |
| м. Свердловськ      | 5                   | 273            | 12,5                        | 11,9                          | -             | -            |
| Разом               | 73                  | 7403           | 254                         | 191,6                         | 34            | 2497         |

Примітки: -* — немає в районі водосховищ;
-* — немає водосховищ, переданих в оренду.
Менше половини (47 %) водосховищ Луганської області знаходяться в оренді, 11 % водосховищ — на балансі водогосподарських організацій.

## Наявність водосховищ (вдсх) у межах основнихрайонів річкових басейнівна території Луганської області[1]
| Район річкового басейну         | Кількість вдсх, шт. | Площа вдсх, га | Об'єм вдсх — повний, млн м³ | Об'єм вдсх — корисний, млн м³ | В оренді, шт. | В оренді, га |
| ------------------------------- | ------------------- | -------------- | --------------------------- | ----------------------------- | ------------- | ------------ |
| Сіверського Дінця, у тому числі | 61                  | 6717           | 221,6                       | 164,4                         | 30            | 2280         |
| р. Красна                       | 7                   | 984            | 32,2                        | 21,6                          | 5             | 458          |
| р. Борова                       | 8                   | 523            | 12,7                        | 8,3                           | 7             | 384          |
| р. Айдар                        | 13                  | 1501           | 45,9                        | 37,3                          | 5             | 487          |
| р. Лугань                       | 8                   | 679            | 41,2                        | 27,5                          | 1             | 90           |
| р. Деркул                       | 6                   | 570            | 15,2                        | 8,8                           | 4             | 245          |
| р. Велика Кам'янка              | 4                   | 400            | 24,4                        | 17,4                          | 1             | 65           |
| р. Кундрюча                     | 2                   | 125            | 4,8                         | 3,8                           | -*            | -            |
| Річок Приазов'я, у тому числі   | 12                  | 686            | 32,4                        | 27,2                          | 4             | 217          |
| р. Міус                         | 10                  | 571            | 27,2                        | 22,2                          | 4             | 217          |
| р. Тузлов                       | 2                   | 115            | 5,2                         | 5,0                           | -             | -            |
| Разом                           | 73                  | 7403           | 254                         | 191,6                         | 34            | 2497         |

Примітка: * — немає водосховищ, переданих в оренду.
В межах району річкового басейну Дону (Сіверського Дінця) розташовано 84 % водосховищ Луганської області, 16 % — у басейнах річок Приазов'я.

## Наявність водосховищ (вдсх) об'ємом понад 10млн м³ на території Луганської області[1]
| Назва водосховища, річки (басейну)                                                  | Місцезнаходження вдсх (населений пункт, район) | Площа вдсх, га | Об'єм вдсх — повний, млн м³ | Об'єм вдсх — корисний, млн м³ |
| ----------------------------------------------------------------------------------- | ---------------------------------------------- | -------------- | --------------------------- | ----------------------------- |
| Ісаківське вдсх, р. Біла (р. Лугань, р. Сіверський Донець)*                         | с. Михайлівка, Перевальський                   | 293            | 20,4                        | 15,0                          |
| Кам'янське вдсх, р. Велика Кам'янка (р. Сіверський Донець)                          | с. Кам'янка, Лутугинський                      | 243            | 17,5                        | 9,8                           |
| Сватівське вдсх, р. Хоріна (р. Красна, р. Сіверський Донець)                        | м. Сватове, Сватівський                        | 419            | 12,6                        | 7,0                           |
| Водойма-охолоджувач № 3,СО «Луганська ТЕС», заплава р. Айдар (р. Сіверський Донець) | м. Щастя, Станично-Луганський                  | 350            | 16,0                        | 16,0                          |

Примітка: * — у дужках наведено послідовність впадіння річки, на якій розташовано водосховище, у головну річку.